# Американські Віргінські Острови

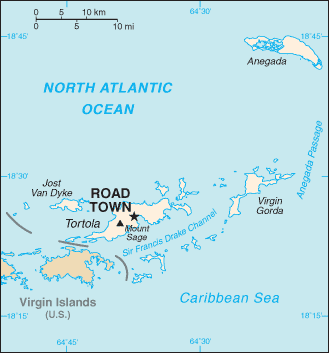
Мапа Американських Віргінських островів

Америка́нські Віргі́нські Острови́ (англ. United States Virgin Islands) — острівна територія США, західна частина архіпелагу Віргінські острови в Карибському морі. Є частиною Віргінських островів (включаючи Британські Віргінські Острови). Найбільші острови — це Сент-Томас, Сент-Джон, Санта-Крус, Вотер. Це єдина частина Сполучених Штатів, де транспорт рухається лівою стороною дороги. Площа території становить 346,36 км². За переписом 2000 р. населення складало 108 612.

## Історія
Віргінські острови спочатку населяли індіанські племена сибонеїв, араваків і карибів. Острови назвав Христофор Колумб 1493 року на честь Святої Урсули та її послідовниць. Наступних триста років острови належали європейським країнам: Іспанії, Британії, Нідерландам, Франції, Лицарям Мальти, Данії та іншим.
Данська Вест-Індійська компанія облаштувалася на Сент-Томасі 1672 року, на Сент-Джоні — 1694 року і придбала Сент-Круа у Франції 1733 року. Територія островів, відома під загальною назвою Данська Вест-Індія, стала королівською Данською колонією 1754 року. Протягом XVIII та на початку XIX століть основою економікою островів стало виробництво цукрової тростини рабською робочою силою, поки 3 липня 1848 губернатор Пітер вон Шолтен (дан. Peter von Scholten) не проголосив про скасування рабства.
Острови виявилися економічно нерентабельними, що змусило данську державу переказувати гроші до органів влади островів. Спробу продати острови Сполученим Штатам зроблено на початку XX століття, але угода так і не була підписана. Розпочато реформи в надії відновлення економіки островів, але успіху вони не мали; початок Першої світової війни призвів до припинення реформ.
Сполучені Штати за часів підводної війни Першої світової війни побоювалися, що острови зможе захопити Німеччина з метою використання їх для бази підводних човнів. Данії запропонували, щоб вона продала острови Сполученим Штатам, і продажну ціну (25 мільйонів доларів США) узгоджено після декількох місяців переговорів. Наприкінці 1916 року данський референдум підтвердив рішення продажу островів. Угоду ратифіковано і завершено 17 січня 1917, коли США й Данія обмінялися відповідними договірними ратифікаціями: США опанували острови й 31 березня 1917 перейменували територію на Американські Віргінські острови. Американське громадянство надано мешканцям островів 1927 року.

## Географія

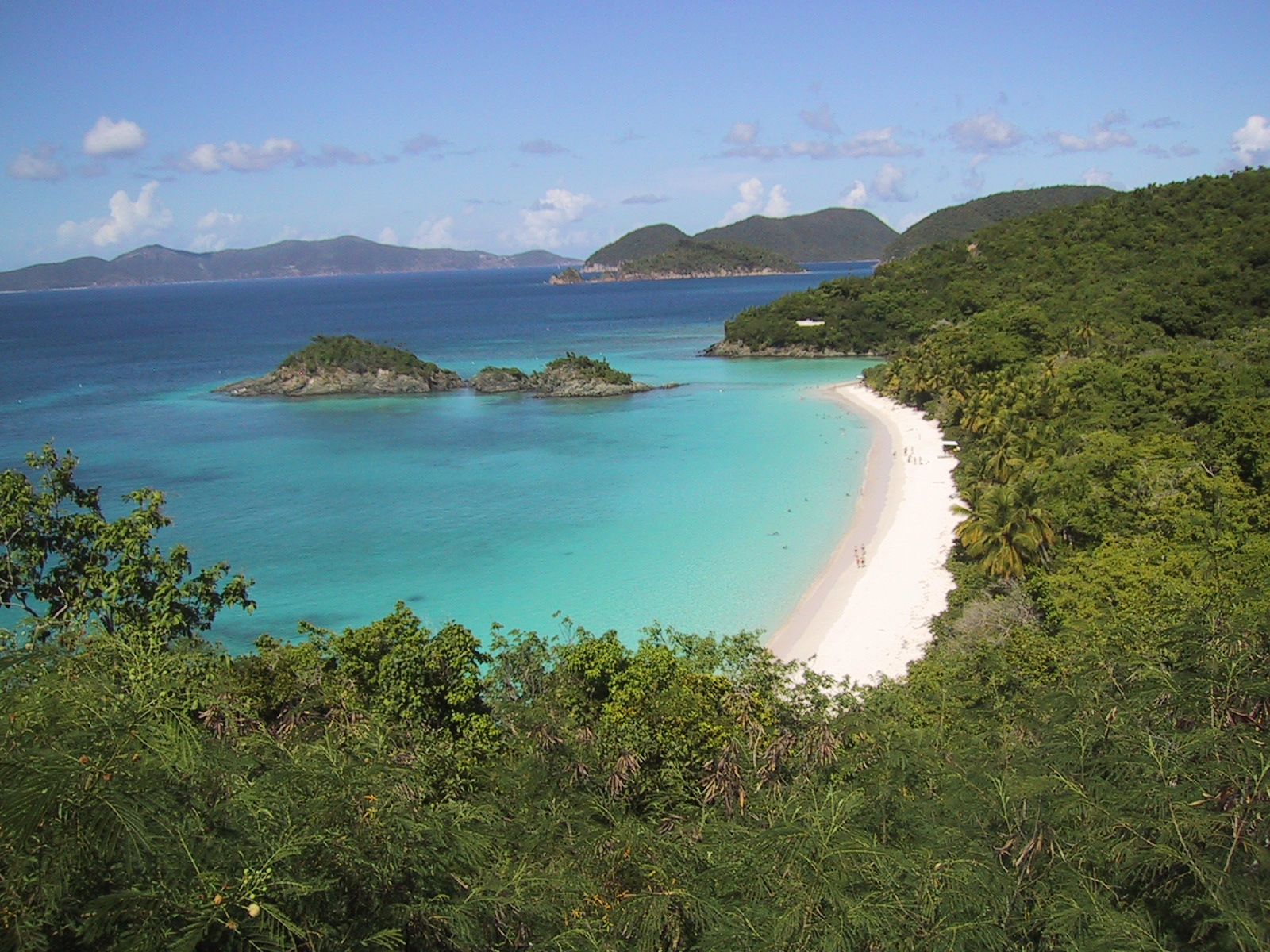
Затока Транк

Американські Віргінські острови розташовані в Карибському морі та Атлантичному океані, близько 50 миль на схід від Пуерто-Рико.
Острови відомі пляжами з білим піском, зокрема в затоках Маженс (англ. Magens Bay) і Транк (англ. Trunk Bay), та стратегічними гаванями, зокрема Шарлот Амалі (англ. Charlotte Amalie) і Крістіанстед (англ. Christiansted). Більшість островів, зокрема Сент-Томас, вулканічного походження і пагористі. Найвища точка — гора Корона (англ. Crown Mountain), острів Сент-Томас (474 м). Сент-Круа, найбільший з Американських Віргінських Островів, лежить на південь від інших і має пласкіший терен. Служба Національного Парку володіє більш ніж половиною Сент-Джона, майже всім островом Гасел (англ. Hassel), і багатьма акрами коралових рифів. Невеликий острів Літтл-Сент-Джеймс — приватний острів, що належав американському фінансисту й сексуальному злочинцю Джеффрі Епштайну.
Віргінські острови лежать на межі Північно-Американського щита і Карибського щита. Природні ризики включають землетруси, тропічні циклони та цунамі.

## Економіка
Туризм — головна господарська діяльність. Острови зазвичай відвідують близько 2 мільйонів людей на рік. Виробничий сектор складається з переробки нафти, виробництва тканин, електроніки, фармацевтичної продукції, дистиляції рому і складання годинників. Сільськогосподарський сектор маленький — і більшість продуктів імпортується. Міжнародна комерційна діяльність і фінансові послуги є невеликою, але зростаючою частиною економіки. Hovensa, один з найбільших заводів нафтопереробки у світі, розташований на Сент-Круа.
Острови потерпають від тропічних штормів і ураганів. У недавній історії великі збитки було завдано ураганом Hugo 1989 року й ураганом Marilyn 1995 року.

## Транспорт
Американські Віргінські острови є єдиною юрисдикцією США, яка має лівосторонній рух. Це було успадковано від існуючої на той час практики на островах під час передачі території Данії Сполученим Штатам у 1917 році. Однак, оскільки більшість автомобілів на території імпортовано з материкової частини Сполучених Штатів, автомобілі на території є лівосторонніми. Однак не всі правила США щодо транспортних засобів діють, і на дорогах є транспортні засоби, які не можна продавати на материковій частині США. Крім того, фари використовують шаблон США, який кидає світло праворуч, сліплячи зустрічних водіїв. Сигнали світлофора розташовані на протилежному боці дороги, ніж на материковій частині США, і багато стандартних дорожніх знаків було змінено відповідно до лівостороннього руху.